# Medalla Almirante Kuznetsov
La medalla Almirante Kuznetsov es una medalla departamental del Ministerio de Defensa de la Federación de Rusia, establecida por orden del Ministro de Defensa de la Federación de Rusia N.° 25 del 27 de enero de 2003 .
Fue abolida por orden del Ministro de Defensa de la Federación de Rusia de 23 de septiembre de 2009 N.º 1023, y restablecido por orden de 21 de enero de 2013 con el nuevo nombre oficial de Medalla Almirante de la Flota de la Unión Soviética N. G. Kuznetsov.

## Reglas de adjudicación
Según el Reglamento, la medalla Almirante Kuznetsov se otorga a:
- Personal de la Armada para premiar:
  - excelente desempeño en el entrenamiento de combate;
  - servicio impecable en barcos, submarinos y puestos de vuelo de la aviación naval durante al menos 5 años, y en otras unidades militares navales durante al menos 10 años;
  - finalización exitosa de tareas de al menos 3 servicios de combate;
  - gran contribución personal para garantizar una alta preparación para el combate de barcos, submarinos, aviones y unidades militares costeras de la Armada;
  - liderazgo hábil y competente del personal subordinado y acciones proactivas y decisivas que contribuyeron al cumplimiento exitoso de las misiones de combate de barcos, submarinos y aviones durante el año académico;
- otras personas por servicios para fortalecer la preparación para el combate de la Armada.

La medalla se otorga por orden del Comandante en Jefe de la Armada. La medalla no se volverá a entregar.

## Reglas de uso
La medalla se lleva en el lado izquierdo del pecho de acuerdo con las Reglas para el uso de uniformes militares por parte del personal militar de las Fuerzas Armadas de la Federación Rusa .

## Descripción de la medalla
La medalla está hecha de metal plateado, tiene forma de círculo con 32 mm de diámetro con un borde convexo en ambos lados. En el anverso de la medalla se encuentra: en el centro - una imagen en relieve del retrato del Almirante de la Flota de la Unión Soviética N. G. Kuznetsov en el lado izquierdo; en la parte superior derecha hay una inscripción en relieve de dos líneas: ALMIRANTE KUZNETSOV, en ruso: АДМИРАЛ КУЗНЕЦОВ; en la parte inferior derecha hay una imagen en relieve de un ancla naval con una cadena debajo. En el reverso de la medalla se encuentra: en el centro hay una imagen en relieve del emblema de la Armada; inscripción en relieve: en un círculo en la parte superior - MINISTERIO DE DEFENSA, en ruso: МИНИСТЕРСТВО ОБОРОНЫ, en la parte inferior - FEDERACIÓN DE RUSIA en ruso: РОССИЙСКОЙ ФЕДЕРАЦИИ.
Mediante un ojal y un anillo, la medalla se conecta a un bloque pentagonal cubierto con una cinta muaré de seda de 24 mm de ancho. En el borde derecho de la cinta, una franja naranja de 10 mm de ancho está bordeada por una franja negra de 2 mm de ancho; a la izquierda hay franjas azules y blancas iguales, separadas por una franja roja de 2 mm de ancho;
Los elementos de la medalla simbolizan:
- imagen de un retrato del Almirante de la Flota de la Unión Soviética N. G. Kuznetsov: los destacados méritos personales de N. G. Kuznetsov en mantener un alto nivel de preparación para el combate de formaciones y unidades militares de la Armada;
- la imagen de un ancla de mar con una cadena de ancla es el símbolo más común del servicio marítimo;
- la franja naranja de la cinta de la medalla, bordeada por una franja negra, indica el estado de la medalla como premio departamental del Ministerio de Defensa de la Federación de Rusia;
- colores azul y blanco de las franjas de la cinta (colores de la bandera de San Andrés): el propósito de la medalla es recompensar al personal militar de la Armada;
- la franja roja es la lealtad de los militares de la Armada a las gloriosas tradiciones de combate naval.

## Incentivos adicionales para los premiados
- De acuerdo con la Ley Federal de la Federación de Rusia "Sobre los Veteranos" y los estatutos adoptados en su desarrollo, las personas que hayan recibido la medalla "Almirante de la Flota de la Unión Soviética N. G. Kuznetsov" antes del 20 de junio de 2008, si tienen el trabajo adecuado. experiencia o antigüedad en el servicio, tienen derecho a conferir el título de «veterano laboral».[2]